# 金斯顿 (诺福克岛)
金斯顿，是澳大利亚联邦领地诺福克岛的首府和行政、历史和文化中心。
金斯顿建立于1788年3月6日，当时英国政府派出22人移民到岛上，其中包括9名男性流放犯和6名女性流放犯。